# Dekha Ibrahim Abdi
Dekha Ibrahim Abdi, née le 17 novembre 1964 à Wajir au Kenya et morte le 14 juillet 2011 à Nairobi dans un accident de voiture avec son époux, est une activiste pacifique africaine. En 2007, elle reçoit le Right Livelihood Award.

## Biographie
Dekha Ibrahim Abdi est née dans un petit village, à Wajir, au Kenya près de la frontière somalienne. Son village est au cœur d'un conflit entre plusieurs clans. Conflit qu'elle résout avec l'aide des femmes des autres clans.